# Andrzej Bigolas
Andrzej „Bigol” Bigolas (ur. 1945) – polski muzyk jazzowy, grający na klarnecie, saksofonie sopranowym.
Jest związany z jazzem tradycyjnym od roku 1962, kiedy rozpoczął grę w zespole Harlem Jazz Band. Współpracę tę przerwało powołanie do wojska, gdzie Andrzej Bigolas założył grupę muzyczną, w której grał na saksofonie. Po odbyciu służby w armii znalazł swoje miejsce w grupie bigbitowej Warszawskie Kuranty. Koncertował, nagrywał w Polskim Radio, występował na festiwalu w Opolu. Po przeistoczeniu się zespołu w 2 plus 1 opuścił jego szeregi. W roku 1968 został zaproszony przez trębacza Mario Wachowiaka do współpracy z zespołem Vistula River Brass Band. Po trzech latach udanych koncertów odszedł z zespołu, tworząc jednocześnie grupę Bez Nazwy, która w 1972 roku zdobyła wyróżnienie w konkursie Złota Tarka. Po zmianie nazwy zespołu na Gold Washboard koncertowali w Szwecji, Norwegii, Danii, Niemczech, Szwajcarii, Belgii, Holandii, na Węgrzech, w byłym ZSRR i Czechosłowacji oraz na Kubie. Zespół zagrał także dla Jana Pawła II w Watykanie.
W 1986 roku Andrzej Bigolas opuścił Gold Washboard i założył zespół Bigol Blues Band. Po roku 1989 podjął współpracę z Blues Fellows, gdzie grał 10 lat. W roku 1999 założył kolejny swój zespół Five Dixiealender's, w którym grał przez 5 lat. Po śmierci trębacza Bohdana Styczyńskiego w roku 2002 zespół zakończył działalność.
Od 2007 roku związany jest z zespołem Dixie Warsaw Jazzmen, gdzie gra na klarnecie.
Andrzej Bigolas ma na swoim koncie kilka nagrań płytowych oraz innych nośnikach muzyki.